# Marie de Montpellier
Marie de Montpellier de son nom occitan Maria de Montpelhièr (née entre 1180 et 1183,, à Montpellier et morte le 18 avril 1213 à Rome) est la dernière descendante des Guilhem, les seigneurs de Montpellier. Elle devient, de par son mariage avec Pierre II d'Aragon, reine consort de la couronne d'Aragon.
Toute sa vie, Marie est victime des ambitions de son entourage (son père, sa belle-mère, ses époux) et des notables de Montpellier.

## Biographie
Elle est la fille de Guilhem VIII de Montpellier (1157/58 - 9 novembre 1202 ) et d'Eudoxie Comnène (1162 - après 1202), la nièce de l'empereur Manuel Ier Comnène de Byzance.
En 1204, et après l'abdication en sa faveur de son demi-frère, Guilhem IX de Montpellier, elle devient « Seigneur de Montpellier » et « Seigneur d'Aumelas ». Titres qu'elle garde jusqu'à sa mort, en 1213.

## Ses trois mariages
Elle est une première fois mariée dès l'âge de dix (ou onze) ans à Raymond Geoffroi II, dit « Barral », vicomte de Marseille. Elle devient veuve quelque temps après (1192).
En décembre 1197, son père et sa belle-mère, Agnès de Castille, la remarient à Bernard IV, comte de Comminges. Ils  l'obligent à signer un acte de renonciation à ses droits sur la seigneurie de Montpellier en faveur de ses demi-frères, nés du remariage de son père avec Agnès. Cette union ne dure pas. Marie revient à Montpellier considérant ce mariage comme nul et non avenu (Bernard de Comminges était deux fois bigame). Deux filles sont nées du deuxième mariage de Marie:
- Mathilde, mariée à Sanche III, vicomte de la Barthe ;
- Pétronille, mariée à Centulle II, comte d'Astarac.

Après la mort de Guilhem VIII, et la révolte des habitants de Montpellier contre le jeune Guilhem IX, Marie récupère l'héritage le 15 juin 1204 en évinçant son demi-frère de la seigneurie de Montpellier. Le même jour, elle épouse le roi Pierre II d'Aragon dans la maison de la milice du Temple. Pierre et Marie promettent de respecter les coutumes de la ville dans un texte de 123 articles, la « Charte des Coutumes et Libertés ».
Ce mariage n'est que prétexte pour Pierre II afin de rattacher Montpellier à son royaume. N'ayant plus besoin de Montpellier, qu'il a complètement hypothéqué, il décide de se séparer de Marie malgré la naissance de deux enfants:
- le futur Jacques le Conquérant, roi d'Aragon ;
- et une fille aînée Sancie, qui fut fiancée à sa naissance au futur Raymond VII de Toulouse[8], comte de Toulouse, avant de mourir jeune.

## Marie à la recherche d'appuis
Trahie de nombreuses fois par son entourage, Marie ne voit autour d'elle que deux appuis sûrs : les Templiers et la Papauté.
Dans son premier testament de 1209, Marie désigne les Templiers comme gardiens de son fils, l'« Infant En Jacme de Aragon ».
Dans son dernier testament, en 1213, elle désigne le Pape comme son exécuteur testamentaire : le testament de Maria regina Aragonum et domina Montispessulani est daté du 20 avril 1213, nommant comme ses héritiers « Jacobum filium Regis Aragonum et meum…duæ filiæ meæ Mathildis…et Perona et dominæ Clementiæ amitæ meæ ».
Marie de Montpellier décide d'aller à Rome pour obtenir du pape, Innocent III, son appui et l'assurance que son union ne sera pas dissoute. Elle obtient gain de cause mais, malade, elle meurt à Rome en 1213, peut-être empoisonnée. Elle fut inhumée dans la chapelle Sainte-Pétronille, aujourd'hui détruite, à Saint-Pierre de Rome.

## Maria de Montpeller selon Desclot
Bernat Desclot rapporte dans sa chronique: 
« Succeí que el rei feia molt temps que no ho feia amb la seva dona, i al cap d'un temps, quan el rei era en un castell molt a prop de Montpeller, amava i tenia per amiga una dona de gran condició, molt bella, que el seu assessor, home bo i lleial, -sembla que anomenat Guillem d'Alcalà- i que molt privat en aquestes qüestions, la portava al castell.
La madona Maria de Montpeller se n'assabentà i cridà al majordom del rei, un cop davant d'ella li va dir: Amic, sigueu benvingut, us he fet venir perquè sé que sou un lleial i bon home en qui puc confiar, us demano que m'ajudeu en allò que us diré. Vós sabeu bé que el meu marit el rei, no vol ésser amb mi a la cambra, per la qual cosa jo estic molt disgustada, motiu pel qual encara no ha nascut de mi un infant d'ell i que seria l'hereu de Montpeller. Sé que el rei s'entén amb una dona que ve de tant en tant al castell, i que vós sou l'home de confiança. Jo us demano que, quan li porteu la dona, vingueu a mi en privat i em porteu a la cambra en lloc d'ella, i jo em ficaré al seu llit. Ho hem de fer a les fosques, és a dir que no hi hagi llum, dient-li al rei que la dona ho vol així per tal que no sigui coneguda. I jo que tinc fe en Déu que aquella nit, engendrarem un infant que serà un gran bé i un gran honor per a tot el regne.
Madona, li va dir el majordom, estic disposat a fer tot allò que desitgeu, sobretot en assumptes que siguin del vostre honor i profit. Estigueu-vos segura que no diré pas res a ningú de tot això que m'haveu dit, encara que tinc por de la ira del rei. Amic, li digué la dona, no tingueu por, que jo ho faré tot de tal manera, que tindreu tant honor com no l'haveu tingut mai.
Madona, tornà a dir-li el majordom, grans mercès! Sapigueu que jo faré tot el que em maneu, i com és així, no ho retardem més. Ara arrangeu-vos perquè el rei m'ha demanat que aquest vespre li porti al castell aquella dona que vós sabeu. Jo us vindré a buscar i calladament us portaré al castell, us ficareu a la seva cambra, i ja sabeu el què heu de fer. Amic, li digué la dona, em plau molt el que em digueu. Aneu doncs i penseu què heu de fer, al vespre veniu a buscar-me. El majordom va acomiadar-se'n. 
Al vespre el rei li va demanar que li portés aquella dona per passar la nit amb ell al llit. Senyor, va dir el majordom, de seguida, però us haig de dir una cosa que m'ha demanat ella, us prega que no sigui vista per ningú, ni home, ni dona, ni donzella. Vós, digué el rei al seu servent, feu el millor que pugueu, que jo ho vull tal com ella vulgui. L'home lleial, anà a cercar la madona i amb una donzella i dos cavallers, la portà a la cambra del rei i allí la deixà. Ella es va despullar i es va ficar al llit del rei, abans però féu apagar totes les llums. »

### Traduction
« Il arriva que le roi n'approchait plus sa dame depuis longtemps, et alors, que le roi était dans un château très proche de Montpellier, il aimait et avait pour amie une dame de grande condition, très belle ; son majordome, homme bon et loyal, -nommé semble-t-il Guillem d'Alcalà- et qui était au courant de ces affaires, était chargé de conduire cette dame au château.
Dame Marie de Montpellier l'apprit et fait appeler le majordome du roi ; une fois devant elle, elle lui dit : Ami, soyez le bienvenu ; je vous ai fait venir parce que je sais que vous êtes un homme loyal et bon en qui on peut avoir confiance ; je vous demande de m'aider pour ce que je vais vous dire. Vous savez bien que mon mari le roi ne veut plus de moi dans sa chambre, ce qui m'attriste beaucoup ; c'est pour cela que je n'ai pas eu encore un enfant de lui qui serait l'héritier de Montpellier. Je sais que le roi a une liaison avec une dame qui vient de temps en temps au château, et que vous êtes son homme de confiance. Je vous demande que, lorsque vous lui amènerez la dame, vous veniez me trouver en privé et que vous m'ameniez à la chambre à sa place, et que vous me mettiez dans son lit. Vous le ferez dans l'obscurité, c'est-à-dire sans qu'il n'y ait de la lumière ; vous direz au roi que la dame le veut ainsi pour ne pas être reconnue. Et je tiens foi en Dieu que cette nuit, j'engendrerai un enfant qui sera un grand bien et un grand honneur pour tout le royaume.
Madame, lui dit le majordome, je suis disposé à faire tout ce que vous m'avez demandé, surtout qu'il s'agit de votre honneur et profit. Soyez sûre que je ne dirai rien à personne sur tout ce que vous m'avez demandé, encore que j'ai peur de la colère du roi. Ami, lui dit la dame, n'ayez pas peur, car j'agirai de telle manière, que vous soyez récompensé comme vous ne l'avez jamais été auparavant.
Madame, lui répliqua le majordome, grand merci ! Sachez que je ferai tout ce que vous m'avez ordonné, et comme c'est ainsi, ne nous retardons pas davantage. Maintenant arrangez-vous parce que le roi m'a demandé que ce soir, je lui amène au château la dame que vous savez. Je viendrai vous chercher et secrètement, je vous porterai au château ; je vous conduirai dans sa chambre, et vous savez ce qu'il faudra faire. Ami, lui dit la dame, ce que vous me dites me satisfait pleinement. Allez donc et pensez à ce qu'il faut faire ; ce soir, venez me chercher. Le majordome s'en va. 
Le soir, le roi lui demande de lui amener cette dame pour passer la nuit au lit avec lui. Seigneur, lui dit le majordome, tout de suite, mais je dois vous dire une chose qu'elle m'a demandée ; elle vous prie qu'elle ne soit vue par personne, que ce soit homme, dame, ou demoiselle. Le roi dit à son servant, faites du mieux que vous pouvez ; moi, je voudrai tout ce qu'elle voudra. L'homme loyal va chercher la souveraine avec une demoiselle et deux cavaliers, l'amène à la chambre du roi et la laisse seule. Elle se déshabille et se met dans le lit du roi, mais avant elle fait éteindre toutes les lumières. »

## Marie de Montpellier selon Muntaner
Au matin de la nuit de l'engendrement étaient présents dans la chambre du roi, comme témoins, tous les  gentilshommes, prélats et dames, comme nous le raconte le chroniqueur Ramon Muntaner, dans un poème de jongleur, restitué par Soldevila:
| E com fo alba lo prohòmens tots e prelats, e hòmnes de religió e dones cascú ab son ciri en la mà entraren en la cambra e lo senyor rei meravellà’s, e saltà tantost sobre el llit e pres l'espasa en la mà, e tuit agenollaren-se e digueren plorant: "Senyor, mercè sia de gràcia e que de mercè vostra que vejats qui us jau de prop". E la regina dreçà’s E lo senyor rei conec-la... E contaren-li tot per ço que havien tractat. Que plaguès Déus fos complit llur enteniment. | Et quand l'aube se leva tous les gentilshommes, prélats, hommes de religion, dames chacun avec sa chandelle à la main entrèrent dans la chambre et le seigneur roi se réveilla, d'un bond sauta du lit et prit l'épée à la main, et tous s'agenouillèrent et dirent implorant: "Seigneur, faites nous grâce et voyez s'il vous plaît qui est couchée près de vous". Et la reine se leva Et le seigneur roi la reconnut... Et ils lui racontèrent tout ce qui avait été tramé. Qu'il plaise à Dieu d'accomplir leur projet. |